# ان‌جی‌سی ۱۰۸۴
ان‌جی‌سی ۱۰۸۴ (انگلیسی: NGC 1084) نام یک کهکشان در صورت فلکی جوی است.